# Jesper Bylling
Jesper Frost Bylling (9. september 1967) er en dansk bassist og guitarist. Jesper har været professionel musiker siden 1988. 
Fra 2008 og frem til nu har han spillet bas i Ole Frimer Band, som generelt spiller blues rock. Bandet har bl.a. udgivet pladerne "Blålys" og "Faerd" samt live-pladerne "Live at Blues Baltica" og "Live in Eppingen". Flere af pladerne har været nomineret til Danish Music Awards. 
Jesper Bylling spiller også i bandet Bragr, der består af  Perry Stenbäck, Christine Dueholm, Kristian Bisgaard og Jesper Bylling. Bragr spiller nordisk folkemusik med rødder helt tilbage fra vikingetiden, og bandet har blandt andet udgivet pladen "Danmarkar'n". 
Jesper har tidligere spillet sammen med Allan Olsen, og spiller med på debutpladen "Norlan" fra 1989 og en enkelt skæring på "Gajo". Han spillede bl.a. bas på numre som "Vi Lå Jo I Herning" og "Op Til Alaska." 

## Solokarriere
I 2023 har han udgivet sit første solo-album med titlen "Livstid", hvor Jesper Bylling, i sine dansksprogede sange, reflekterer over den tid der er gået og de ting og minder, der undrer og fascinerer. 